# Ок-Гров (округ Карролл, Арканзас)
Ок-Гров (англ. Oak Grove, Arkansas) — город, расположенный в округе Карролл (штат Арканзас, США) с населением в 376 человек по статистическим данным переписи 2000 года.

## География
По данным Бюро переписи населения США город Ок-Гров имеет общую площадь в 6,73 квадратных километров, водных ресурсов в черте населённого пункта не имеется.

## Демография
По данным переписи населения 2000 года в Ок-Гров проживало 376 человек, 108 семей, насчитывалось 145 домашних хозяйств и 171 жилой дом. Средняя плотность населения составляла около 56,4 человек на один квадратный километр. Расовый состав Ок-Гров по данным переписи распределился следующим образом: 96,28 % белых, 1,60 % — коренных американцев, 0,53 % — азиатов, 1,60 % — представителей смешанных рас.
Из 145 домашних хозяйств в 37,2 % — воспитывали детей в возрасте до 18 лет, 58,6 % представляли собой совместно проживающие супружеские пары, в 6,2 % семей женщины проживали без мужей, 25,5 % не имели семей. 24,1 % от общего числа семей на момент переписи жили самостоятельно, при этом 13,1 % составили одинокие пожилые люди в возрасте 65 лет и старше. Средний размер домашнего хозяйства составил 2,59 человек, а средний размер семьи — 3,06 человек.
Население города по возрастному диапазону по данным переписи 2000 года распределилось следующим образом: 28,5 % — жители младше 18 лет, 9,8 % — между 18 и 24 годами, 22,3 % — от 25 до 44 лет, 25,3 % — от 45 до 64 лет и 14,1 % — в возрасте 65 лет и старше. Средний возраст жителей составил 37 лет. На каждые 100 женщин в Ок-Гров приходилось 89,9 мужчин, при этом на каждые сто женщин 18 лет и старше приходилось 92,1 мужчин также старше 18 лет.
Средний доход на одно домашнее хозяйство в городе составил 25 625 долларов США, а средний доход на одну семью — 28 750 долларов. При этом мужчины имели средний доход в 24 444 доллара США в год против 18 958 долларов среднегодового дохода у женщин. Доход на душу населения в городе составил 15 364 доллара в год. 13,0 % от всего числа семей в округе и 13,9 % от всей численности населения находилось на момент переписи населения за чертой бедности, при этом 20,2 % из них были моложе 18 лет.